# کرام (کالیفرنیا)
کرام (به انگلیسی: Crome) یک منطقهٔ مسکونی در ایالات متحده آمریکا است که در شهرستان کرن، کالیفرنیا واقع شده‌است. کرام ۱۰۵ متر بالاتر از سطح دریا واقع شده‌است.